# Степанівська сільська рада (Ємільчинський район)
Степанівська сільська рада — колишня адміністративно-територіальна одиниця та орган місцевого самоврядування у Ємільчинському районі Коростенської і Волинської округ, Київської й Житомирської областей з адміністративним центром у с. Степанівка.

## Населені пункти
Сільській раді були підпорядковані населені пункти:
- с. Степанівка
- с. Ганнівка
- с. Королівка
- с. Лебідь

## Населення
Кількість населення ради станом на 1923 рік становила 1 333 особи, кількість дворів — 241.
Кількість населення сільської ради станом на 1924 рік становила 1 433 особи.
Відповідно до результатів перепису населення СРСР, кількість населення ради станом на 12 січня 1989 року становила 1 599 осіб.
Станом на 5 грудня 2001 року, відповідно до перепису населення України, кількість мешканців сільської ради становила 1 267 осіб.

## Склад ради
Рада складалася з 16 депутатів та голови.

### Керівний склад сільської ради
| ПІБ                        | Основні відомості                                                 | Дата обрання | Дата звільнення |
| -------------------------- | ----------------------------------------------------------------- | ------------ | --------------- |
| Самченко Степан Петрович   | Сільський голова, 1949 року народження, освіта, безпартійний      | 26.03.2006   | 12.11.2010      |
| Лугина Михайло Олексійович | Сільський голова, 1975 року народження, освіта вища, безпартійний | 12.11.2010   | 09.11.2015      |

Примітка: таблиця складена за даними джерела

## Історія
Створена 1923 року в складі с. Степанівка та слободи Аполлонівка Емільчинської волості Новоград-Волинського повіту Волинської губернії. 7 березня 1923 року включена до складу новоутвореного Емільчинського (згодом — Ємільчинський) району Коростенської округи. 8 вересня 1925 року слоб. Аполлонівка передана до складу новоствореної Анжелинської польської національної сільської ради. Станом на 17 грудня 1926 року в підпорядкуванні значилися хутір Дубрівка та урочища Животхір, Коритище, Лядо, Поміновське, Сажені, Цвіт, які на 1 жовтня 1941 року не перебували на обліку населених пунктів.
Станом на 1 вересня 1946 року сільська рада входила до складу Ємільчинського району Житомирської області, на обліку в раді перебувало с. Степанівка.
11 січня 1960 року, відповідно до рішення Житомирського облвиконкому № 2 «Про зміни в адміністративно-територіальному поділі сільських рад в районах області», до складу ради приєднано територію та села Ганнівка, Королівка та Лебідь ліквідованої Королівської сільської ради Ємільчинського району.
На 1 січня 1972 року сільська рада входила до складу Ємільчинського району Житомирської області, на обліку в раді перебували села Ганнівка, Королівка, Лебідь та Степанівка.
Ліквідована 14 листопада 2107 року через приєднання до складу Ємільчинської селищної територіальної громади Ємільчинського району Житомирської області.